# Фигурно пързаляне на зимните олимпийски игри 2010
Състезанията по фигурно пързаляне на зимните олимпийски игри през 2010 г. ще се проведат в залата Пасифик Колизеум във Ванкувър, с капацитет 14 200 места от 14 до 27 февруари 2010 г.

## Дисциплини

### Спортни двойки
Състезанието при спортните двойки се провежда на 14 и 15 февруари 2010. Печели китайската двойка Шън Сюе / Джан Хунбо, които са бронзови медалисти от Олимпиадите в Солт Лейк Сити 2002 и Торино 2006, пред сънародниците им Пан Цин / Тун Дзиен и немците Альона Савченко / Робин Шолкови. За първи път от Олимпиадата в Инсбрук през 1964 г. победителите в спортните двойки не са от Русия. 
Победителите Шън Сюе и Джао Хунбо са трикратни световни шампиони и печелили петото място на Олимпиадата в Нагано през 1998 година и два пъти сребърните олимпийски медали в дисциплината (в Солт Лейк Сити през 2002 и Торино през 2006). 
| Място | Име                             | Държава  | Кратка програма | Волна програма | Общо   | Бележки |
| ----- | ------------------------------- | -------- | --------------- | -------------- | ------ | ------- |
| 01    | Шън Сюе и Джао Хунбо            | Китай    | 76.66 (1)       | 139.91 (2)     | 216.57 |         |
| 02    | Пан Цин и Тун Дзиен             | Китай    | 71.50 (4)       | 141.81 (1)     | 213.31 |         |
| 03    | Альона Савченко и Робин Шолкови | Германия | 75.96 (2)       | 134.64 (3)     | 210.60 |         |

### Мъже
Състезанието на мъжете се провежда на 16 и 18 февруари 2010. След кратката програма води олимпийският шампион от Торино 2006 Евгени Плюшченко пред американеца Еван Лайсачек и японеца Дайсуке Такахаши. Лайсачек изпреварва Плюшченко с по-добър резултат във волната програма. Такахаши запазва третото си място и след волната програма. Лайсачек е първият американец, спечелил златен олимпийски медал във фигурното пързаляне при мъжете от Калгари 1988, когато печели сънародникът му Брайън Бойтано. 
| Място | Име              | Държава | Кратка програма | Волна програма | Общо   | Бележки |
| ----- | ---------------- | ------- | --------------- | -------------- | ------ | ------- |
| 01    | Еван Лайсачек    | САЩ     | 90.30 (2)       | 167.37 (1)     | 257.67 |         |
| 02    | Евгени Плюшченко | Русия   | 90.85 (1)       | 165.51 (2)     | 256.36 |         |
| 03    | Дайсуке Такахаши | Япония  | 90.25 (3)       | 156.98 (5)     | 247.23 |         |

### Танцови двойки
Състезанието на танцовите двойки се провежда на 19, 21 и 22 февруари 2010. Печелят канадците Теса Върчу и Скот Мойър пред американците Мерил Дейвис и Чарли Уайт и руснаците Оксана Домнина и Максим Шабалин, които са считани за фаворити преди състезанието. Това е първа олимпийска победа за танцова двойка от държава извън Европа от зимните олимпийски игри в Инсбрук през 1976 г. Канадците, които водят след оригиналния танц показват отлично изпълнение върху Симфония № 5 на Густав Малер във волната програма, с което печелят. 
| Място | Име                             | Държава | Задължителен танц | Оригинален танц | Волна програма | Общо   |
| ----- | ------------------------------- | ------- | ----------------- | --------------- | -------------- | ------ |
| 01    | Теса Върчу и Скот Мойър         | Канада  | 42.74 (2)         | 68.41 (1)       | 110.42 (1)     | 221.57 |
| 02    | Мерил Дейвис и Чарли Уайт       | САЩ     | 41.47 (3)         | 67.08 (2)       | 107.19 (2)     | 215.74 |
| 03    | Оксана Домнина и Максим Шабалин | Русия   | 43.76 (1)         | 62.84 (3)       | 101.4 (3)      | 207.64 |

### Жени
Състезанието на жените се провежда на 23 и 25 февруари 2010. Златният медал печели южнокорейката Ким Юн-А, която подобрява световните рекорди и в кратката, и във волната програма. Сребърният медал печели световната шампионка от 2008 г. Мао Асада от Япония. Бронзовият медал печели канадката Жоани Рошет, чиято майка почива четири дни преди състезанието. 
| Място | Име         | Държава    | Кратка програма | Волна програма | Точки общо | Бележки          |
| ----- | ----------- | ---------- | --------------- | -------------- | ---------- | ---------------- |
| 01    | Ким Юн-А    | Южна Корея | 78.50 (1)       | 150.06 (1)     | 228.56     | световни рекорди |
| 02    | Мао Асада   | Япония     | 73.78 (2)       | 131.72 (2)     | 205.50     |                  |
| 03    | Жоани Рошет | Канада     | 71.36 (3)       | 131.28 (3)     | 202.64     |                  |

### Гала
Галата се провежда на 27 февруари 2010.